# Tamás Priskin
Tamás Priskin (Komárno, 27 settembre 1986) è un ex calciatore slovacco naturalizzato ungherese, di ruolo attaccante.

## Caratteristiche tecniche
Punta centrale di grande profondità molto abile nei tiri ad effetto, all'occorrenza può essere impiegato come ala sinistra.

## Carriera

### Club
Priskin entrò nelle giovanili del Gyõr quando aveva solo 15 anni, ricevendo così la cittadinanza ungherese (in aggiunta a quella slovacca). 1 anno e 7 mesi dopo, debutta nella Borsodi Liga (23 aprile 2003). Si vociferava di un suo trasferimento al Colonia, come riserva di Lukas Podolski, ma il 9 agosto 2006 si trasferisce in Premiership con il Watford, che raggiunge un accordo con il Gyõr sulla base di 150.000 £, ma voci dicono che siano in realtà state 1.000.000.
Priskin debutta con la maglia del Watford il 19 agosto 2006 nella partita contro l'Everton fuori casa. Durante questa gara fece l'assist che consentì al compagno Damien Francis di segnare il primo gol della stagione. Il suo primo gol con il club risale al 24 ottobre 2006 nella League Cup contro l'Hull City. Ha segnato il suo primo gol in Premier League il 30 dicembre 2006 contro il Wigan Athletic con un colpo di testa. Questo gol però non conterà, in quanto la partita viene sospesa per pioggia.
Pochi giorni dopo il match sospeso, l'arbitro espelle per doppia ammonizione Priskin 6 minuti prima dell'intervallo (partita contro il Fulham). Il primo gol ufficiale di Tamas Priskin in Premiership arriva contro il Portsmouth nella vittoria del Watford per 4-2 al Vicarage Road. Questo gol è arrivato al 50º minuto, in seguito ad un preciso cross del compagno Steve Kabba.
Priskin segnò il suo secondo gol nella partita pareggiata 1-1 contro il Manchester City. Segnò al 75º minuto, dopo aver ricevuto il passaggio dal suo compagno di squadra Douglas Rinaldi. Sfortunatamente per loro, dopo questa partita il Watford retrocede. Rimarrà con il Watford anche per le due stagioni successive, tranne un breve prestito al Preston North End nella stagione 2007-2008.
A fine stagione 2008-2009 firma un contratto con l'Ipswich Town con i quali però non riesce a trovare molto spazio, tanto da firmare il 1º febbraio 2010 un contratto di prestito fino a fine stagione 2009-2010 con i Queens Park Rangers, la squadra di Flavio Briatore.
Il 1º aprile 2011 viene ceduto in prestito allo Swansea City. Esordisce con i gallesi il 2 aprile in una partita persa 2-1 contro il Preston. Nella giornata successiva, contro il Norwich, segna il suo primo gol. Scende in campo in altre due occasioni, contro Hull City e Burnley, prima di tornare all'Ipswich Town.
Tornato alla base viene poco impiegato e così dopo sole 2 presenze e zero gol, a novembre va in prestito al Derby County chiudendo la stagione con 5 presenze e una rete. Terminata definitivamente l'esperienza inglese gioca per due stagioni in Russia con l'Alanija Vladikavkaz segnando 14 reti in 35 presenze. A gennaio 2014 viene acquistato dagli austriaci dell'Austria Vienna che lo gira in prestito agli israeliani del Maccabi Haifa segnando una rete in 6 presenze. La stagione successiva a distanza di nove anni torna in patria facendo ritorno al Gyori ETO club che lo aveva lanciato, terminando la stagione a distanza di sei anni dall'ultima volta in doppia cifra con 27 presenze e 11 reti. Susseguono due stagioni in Slovacchia allo Slovan Bratislava segnando 22 reti in 51 presenze e vincendo il primo trofeo della sua carriera ovvero la Coppa di Slovacchia. Per l'annata 2017-18 torna di nuovo in patria firmando per i campioni in carica del Ferencváros terminando al secondo posto in campionato con un bottino personale di 17 presenze e 4 reti. La stagione seguente viene mandato in prestito all'Haladás ma nonostante il proprio contributo in zona gol con 7 reti non riesce ad evitare la retrocessione in NBII la seconda divisione magiara ritornando al Ferencváros per fine prestito.
Inizia la stagione con il club campione in carica d'Ungheria giocando i preliminari di Champions League prima ed Europa League poi in coppia con Davide Lanzafame. Poco utilizzato durante la prima parte di stagione a gennaio viene mandato in prestito al Gyor in seconda divisione. Nel corso delle stagioni diviene capitano della squadra, inoltre nella stagione 2020-21 vince la classifica dei marcatori del campionato della seconda divisione con 21 reti.

### Nazionale
Dal 2005 al 2006 ha fatto parte dell'Under-21 scendendo in campo in 6 occasioni e segnando 2 reti.
Fa il suo debutto ufficiale con l'Ungheria il 17 agosto 2005 contro l'Argentina.Segna uno dei gol fondamentali per la qualificazione storica dell'Ungheria a Euro 2016 contro la Norvegia il 15 novembre 2015 con un gran tiro dalla distanza .
Viene convocato per gli Europei 2016 in Francia.

## Statistiche

### Presenze e reti nei club
Statistiche aggiornate al 6 luglio 2017.
| Stagione                   | Squadra                    | Campionato                 | Campionato | Campionato | Coppe nazionali | Coppe nazionali | Coppe nazionali | Coppe continentali | Coppe continentali | Coppe continentali | Altre coppe | Altre coppe | Altre coppe | Totale | Totale |
| Stagione                   | Squadra                    | Comp                       | Pres       | Reti       | Comp            | Pres            | Reti            | Comp               | Pres               | Reti               | Comp        | Pres        | Reti        | Pres   | Reti   |
| -------------------------- | -------------------------- | -------------------------- | ---------- | ---------- | --------------- | --------------- | --------------- | ------------------ | ------------------ | ------------------ | ----------- | ----------- | ----------- | ------ | ------ |
| 2002-2003                  | Győri ETO                  | NBI                        | 3          | 0          | MK              | 1               | 1               | -                  | -                  | -                  |             |             |             | 4      | 1      |
| 2003-2004                  | Győri ETO                  | NBI                        | 14         | 5          | MK              | 1               | 0               | -                  | -                  | -                  | -           | -           | -           | 15     | 5      |
| 2004-2005                  | Győri ETO                  | NBI                        | 26         | 8          | MK              | 2               | 0               | -                  | -                  | -                  | -           | -           | -           | 28     | 8      |
| 2005-2006                  | Győri ETO                  | NBI                        | 25         | 11         | MK              | 3               | 2               | -                  | -                  | -                  | -           | -           | -           | 28     | 13     |
| 2006-2007                  | Watford                    | PL                         | 16         | 2          | FACup+CdL       | 3+3             | 0+1             | -                  | -                  | -                  | -           | -           | -           | 22     | 3      |
| 2007-mar. 2008             | Watford                    | FLC                        | 14+2       | 1+0        | FACup+CdL       | 2+2             | 0+1             | -                  | -                  | -                  | -           | -           | -           | 20     | 2      |
| mar.-apr. 2008             | Preston                    | FLC                        | 5          | 2          | FACup+CdL       | -               | -               | -                  | -                  | -                  | -           | -           | -           | 5      | 2      |
| 2008-2009                  | Watford                    | FLC                        | 36         | 12         | FACup+CdL       | 2+3             | 1+1             | -                  | -                  | -                  | -           | -           | -           | 41     | 14     |
| Totale Watford             | Totale Watford             | Totale Watford             | 66+2       | 15         |                 | 15              | 4               |                    |                    |                    |             |             |             | 61     | 19     |
| 2009-feb. 2010             | Ipswich                    | FLC                        | 17         | 1          | FACup+CdL       | 1+1             | 0+1             | -                  | -                  | -                  | -           | -           | -           | 19     | 2      |
| feb.-giu. 2010             | Queens Park Rangers        | FLC                        | 13         | 1          | FACup+CdL       | -               | -               | -                  | -                  | -                  | -           | -           | -           | 13     | 1      |
| 2010-apr. 2011             | Ipswich                    | FLC                        | 32         | 4          | FACup+CdL       | 1+6             | 0+3             | -                  | -                  | -                  | -           | -           | -           | 39     | 7      |
| apr.-giu. 2011             | Swansea City               | FLC                        | 4          | 1          | FACup+CdL       | -               | -               | -                  | -                  | -                  | -           | -           | -           | 4      | 1      |
| lug.-nov. 2011             | Ipswich                    | FLC                        | 2          | 0          | FACup+CdL       | -               | -               | -                  | -                  | -                  | -           | -           | -           | 2      | 0      |
| Totale Ipswich Town        | Totale Ipswich Town        | Totale Ipswich Town        | 51         | 5          |                 | 9               | 4               |                    |                    |                    |             |             |             | 60     | 9      |
| nov.2011-gen. 2012         | Derby County               | FLC                        | 5          | 1          | FACup+CdL       | -               | -               | -                  | -                  | -                  | -           | -           | -           | 5      | 11     |
| gen.-giu. 2012             | Alanija Vladikavkaz        | PL                         | 6          | 2          | KR              | -               | -               | UEL                | -                  | -                  | -           | -           | -           | 6      | 2      |
| 2012-2013                  | Alanija Vladikavkaz        | PL                         | 23         | 5          | KR              | 0               | 0               | -                  | -                  | -                  | -           | -           | -           | 23     | 5      |
| 2013-gen. 2014             | Alanija Vladikavkaz        | PL                         | 6          | 7          | KR              | 1               | 0               | -                  | -                  | -                  | -           | -           | -           | 7      | 7      |
| Totale Alanija Vladikavkaz | Totale Alanija Vladikavkaz | Totale Alanija Vladikavkaz | 35         | 14         |                 | 1               | 0               |                    |                    |                    |             |             |             | 36     | 14     |
| gen.-giu. 2014             | Maccabi Haifa              | Lh                         | 6+5        | 1+0        | CI              | -               | -               | UEL                | -                  | -                  | -           | -           | -           | 11     | 1      |
| 2014-2015                  | Győri ETO                  | NBI                        | 27         | 11         | MK+MKL          | 3+1             | 1+0             | UEL                | 0                  | 0                  | -           | -           | -           | 31     | 12     |
| 2015-2016                  | Slovan Bratislava          | SL                         | 26         | 12         | SP              | 3               | 2               | UEL                | 3                  | 1                  | -           | -           | -           | 32     | 15     |
| 2016-2017                  | Slovan Bratislava          | SL                         | 25         | 10         | SP              | 5               | 3               | UEL                | 1                  | 0                  | -           | -           | -           | 31     | 13     |
| Totale Slovan Bratislava   | Totale Slovan Bratislava   | Totale Slovan Bratislava   | 51         | 22         |                 | 8               | 5               |                    | 4                  | 1                  |             |             |             | 63     | 28     |
| 2017-2018                  | Ferencváros                | NBI                        | 17         | 4          | MK              | 1               | 0               | UEL                | 4                  | 1                  | -           | -           | -           | 22     | 5      |
| 2018-2019                  | Haladás                    | NBI                        | 21         | 7          | MK              | 1               | 0               | -                  | -                  | -                  | -           | -           | -           | 22     | 7      |
| 2019-gen. 2020             | Ferencváros                | NBI                        | 2          | 0          | MK              | 3               | 0               | UCL+UEL            | 2+1                | 0+0                | -           | -           | -           | 8      | 0      |
| Totale Ferencváros         | Totale Ferencváros         | Totale Ferencváros         | 19         | 4          |                 | 4               | 0               |                    | 7                  | 1                  |             | -           | -           | 30     | 5      |
| gen.-giu. 2020             | Győri ETO                  | NBII                       | 3          | 1          | MK              | -               | -               | -                  | -                  | -                  | -           | -           | -           | 3      | 1      |
| 2020-2021                  | Győri ETO                  | NBII                       | 31         | 21         | MK              | 2               | 3               | -                  | -                  | -                  | -           | -           | -           | 33     | 24     |
| 2021-2022                  | Győri ETO                  | NBII                       | 26         | 7          | MK              | 0               | 0               | -                  | -                  | -                  | -           | -           | -           | 26     | 7      |
| 2022-2023                  | Győri ETO                  | NBII                       | 7          | 2          | MK              | 1               | 0               | -                  | -                  | -                  | -           | -           | -           | 8      | 2      |
| Totale Győri ETO           | Totale Győri ETO           |                            | 162        | 66         |                 | 14              | 7               |                    | 0                  | 0                  |             | -           | -           | 176    | 73     |
| Totale carriera            | Totale carriera            | Totale carriera            | 441+7      | 146        |                 | 52              | 20              |                    | 11                 | 2                  |             | -           | -           | 511    | 168    |

### Cronologia presenze e reti in nazionale
| Cronologia completa delle presenze e delle reti in nazionale ― Ungheria | Cronologia completa delle presenze e delle reti in nazionale ― Ungheria | Cronologia completa delle presenze e delle reti in nazionale ― Ungheria | Cronologia completa delle presenze e delle reti in nazionale ― Ungheria | Cronologia completa delle presenze e delle reti in nazionale ― Ungheria | Cronologia completa delle presenze e delle reti in nazionale ― Ungheria | Cronologia completa delle presenze e delle reti in nazionale ― Ungheria | Cronologia completa delle presenze e delle reti in nazionale ― Ungheria |
| Data                                                                    | Città                                                                   | In casa                                                                 | Risultato                                                               | Ospiti                                                                  | Competizione                                                            | Reti                                                                    | Note                                                                    |
| ----------------------------------------------------------------------- | ----------------------------------------------------------------------- | ----------------------------------------------------------------------- | ----------------------------------------------------------------------- | ----------------------------------------------------------------------- | ----------------------------------------------------------------------- | ----------------------------------------------------------------------- | ----------------------------------------------------------------------- |
| 17-8-2005                                                               | Budapest                                                                | Ungheria                                                                | 1 – 2                                                                   | Argentina                                                               | Amichevole                                                              | -                                                                       | 69’                                                                     |
| 14-12-2005                                                              | Phoenix                                                                 | Messico                                                                 | 2 – 0                                                                   | Ungheria                                                                | Amichevole                                                              | -                                                                       | 66’ 71’                                                                 |
| 18-12-2005                                                              | Miami Gardens                                                           | Antigua e Barbuda                                                       | 0 – 3                                                                   | Ungheria                                                                | Amichevole                                                              | -                                                                       | 66’                                                                     |
| 15-11-2006                                                              | Székesfehérvár                                                          | Ungheria                                                                | 1 – 0                                                                   | Canada                                                                  | Amichevole                                                              | 1                                                                       | 78’                                                                     |
| 6-2-2007                                                                | Limassol                                                                | Cipro                                                                   | 2 – 1                                                                   | Ungheria                                                                | Amichevole                                                              | 1                                                                       | 57’                                                                     |
| 7-2-2007                                                                | Limassol                                                                | Lettonia                                                                | 0 – 2                                                                   | Ungheria                                                                | Amichevole                                                              | 2                                                                       | cap. 90+4’                                                              |
| 24-3-2007                                                               | Podgorica                                                               | Montenegro                                                              | 2 – 1                                                                   | Ungheria                                                                | Amichevole                                                              | 1                                                                       |                                                                         |
| 28-3-2007                                                               | Budapest                                                                | Ungheria                                                                | 2 – 0                                                                   | Moldavia                                                                | Qual. Euro 2008                                                         | 1                                                                       | 45+1’ 88’                                                               |
| 2-6-2007                                                                | Heraklio                                                                | Grecia                                                                  | 2 – 0                                                                   | Ungheria                                                                | Qual. Euro 2008                                                         | -                                                                       | 81’                                                                     |
| 6-6-2007                                                                | Oslo                                                                    | Norvegia                                                                | 4 – 0                                                                   | Ungheria                                                                | Qual. Euro 2008                                                         | -                                                                       | 73’                                                                     |
| 22-8-2007                                                               | Budapest                                                                | Ungheria                                                                | 3 – 1                                                                   | Italia                                                                  | Amichevole                                                              | -                                                                       | 59’                                                                     |
| 12-9-2007                                                               | Istanbul                                                                | Turchia                                                                 | 3 – 0                                                                   | Ungheria                                                                | Qual. Euro 2008                                                         | -                                                                       | 25’ 67’                                                                 |
| 17-10-2007                                                              | Łódź                                                                    | Polonia                                                                 | 0 – 1                                                                   | Ungheria                                                                | Amichevole                                                              | -                                                                       | 46’                                                                     |
| 17-11-2007                                                              | Chișinău                                                                | Moldavia                                                                | 3 – 0                                                                   | Ungheria                                                                | Qual. Euro 2008                                                         | -                                                                       |                                                                         |
| 21-11-2007                                                              | Budapest                                                                | Ungheria                                                                | 1 – 2                                                                   | Grecia                                                                  | Qual. Euro 2008                                                         | -                                                                       |                                                                         |
| 6-2-2008                                                                | Limassol                                                                | Ungheria                                                                | 1 – 1                                                                   | Slovacchia                                                              | Amichevole                                                              | -                                                                       | 75’ 90’                                                                 |
| 26-3-2008                                                               | Budapest                                                                | Ungheria                                                                | 0 – 1                                                                   | Slovenia                                                                | Amichevole                                                              | -                                                                       | 63’                                                                     |
| 20-8-2008                                                               | Budapest                                                                | Ungheria                                                                | 3 – 3                                                                   | Montenegro                                                              | Amichevole                                                              | 1                                                                       | 69’                                                                     |
| 28-3-2009                                                               | Tirana                                                                  | Albania                                                                 | 0 – 1                                                                   | Ungheria                                                                | Qual. Mondiali 2010                                                     | -                                                                       | 86’                                                                     |
| 12-8-2009                                                               | Budapest                                                                | Ungheria                                                                | 0 – 1                                                                   | Romania                                                                 | Amichevole                                                              | -                                                                       | 78’                                                                     |
| 9-9-2009                                                                | Budapest                                                                | Ungheria                                                                | 0 – 1                                                                   | Portogallo                                                              | Qual. Mondiali 2010                                                     | -                                                                       | 65’                                                                     |
| 10-10-2009                                                              | Lisbona                                                                 | Portogallo                                                              | 3 – 0                                                                   | Ungheria                                                                | Qual. Mondiali 2010                                                     | -                                                                       | 56’                                                                     |
| 14-10-2009                                                              | Copenaghen                                                              | Danimarca                                                               | 0 – 1                                                                   | Ungheria                                                                | Qual. Mondiali 2010                                                     | -                                                                       | 90’                                                                     |
| 14-11-2009                                                              | Gent                                                                    | Belgio                                                                  | 3 – 0                                                                   | Ungheria                                                                | Amichevole                                                              | -                                                                       | 46’                                                                     |
| 29-5-2010                                                               | Budapest                                                                | Ungheria                                                                | 0 – 3                                                                   | Germania                                                                | Amichevole                                                              | -                                                                       | 72’                                                                     |
| 5-6-2010                                                                | Amsterdam                                                               | Paesi Bassi                                                             | 6 – 1                                                                   | Ungheria                                                                | Amichevole                                                              | -                                                                       |                                                                         |
| 11-8-2010                                                               | Londra                                                                  | Inghilterra                                                             | 2 – 1                                                                   | Ungheria                                                                | Amichevole                                                              | -                                                                       | 83’                                                                     |
| 3-9-2010                                                                | Solna                                                                   | Svezia                                                                  | 2 – 0                                                                   | Ungheria                                                                | Qual. Euro 2012                                                         | -                                                                       | 59’                                                                     |
| 8-10-2010                                                               | Budapest                                                                | Ungheria                                                                | 8 – 0                                                                   | San Marino                                                              | Qual. Euro 2012                                                         | -                                                                       | 64’                                                                     |
| 17-11-2010                                                              | Székesfehérvár                                                          | Ungheria                                                                | 2 – 0                                                                   | Lituania                                                                | Amichevole                                                              | 1                                                                       | 46’                                                                     |
| 9-2-2011                                                                | Dubai                                                                   | Ungheria                                                                | 2 – 0                                                                   | Azerbaigian                                                             | Amichevole                                                              | -                                                                       | 23’ 46’                                                                 |
| 25-3-2011                                                               | Budapest                                                                | Ungheria                                                                | 0 – 4                                                                   | Paesi Bassi                                                             | Qual. Euro 2012                                                         | -                                                                       | 79’                                                                     |
| 29-3-2011                                                               | Amsterdam                                                               | Paesi Bassi                                                             | 5 – 3                                                                   | Ungheria                                                                | Qual. Euro 2012                                                         | -                                                                       | 73’                                                                     |
| 10-8-2011                                                               | Budapest                                                                | Ungheria                                                                | 4 – 0                                                                   | Islanda                                                                 | Amichevole                                                              | -                                                                       | 46’                                                                     |
| 2-9-2011                                                                | Budapest                                                                | Ungheria                                                                | 2 – 1                                                                   | Svezia                                                                  | Qual. Euro 2012                                                         | -                                                                       | 79’                                                                     |
| 11-10-2011                                                              | Budapest                                                                | Ungheria                                                                | 0 – 0                                                                   | Finlandia                                                               | Qual. Euro 2012                                                         | -                                                                       | 60’                                                                     |
| 11-11-2011                                                              | Budapest                                                                | Ungheria                                                                | 5 – 0                                                                   | Liechtenstein                                                           | Amichevole                                                              | 2                                                                       | 62’                                                                     |
| 15-11-2011                                                              | Poznań                                                                  | Polonia                                                                 | 2 – 1                                                                   | Ungheria                                                                | Amichevole                                                              | 1                                                                       | 81’                                                                     |
| 29-2-2012                                                               | Győr                                                                    | Ungheria                                                                | 1 – 1                                                                   | Bulgaria                                                                | Amichevole                                                              | -                                                                       | 63’                                                                     |
| 7-9-2012                                                                | Andorra la Vella                                                        | Andorra                                                                 | 0 – 5                                                                   | Ungheria                                                                | Qual. Mondiali 2014                                                     | 1                                                                       | 46’                                                                     |
| 11-9-2012                                                               | Budapest                                                                | Ungheria                                                                | 1 – 4                                                                   | Paesi Bassi                                                             | Qual. Mondiali 2014                                                     | -                                                                       |                                                                         |
| 6-6-2013                                                                | Győr                                                                    | Ungheria                                                                | 1 – 0                                                                   | Kuwait                                                                  | Amichevole                                                              | -                                                                       | 46’                                                                     |
| 4-6-2014                                                                | Budapest                                                                | Ungheria                                                                | 1 – 0                                                                   | Albania                                                                 | Amichevole                                                              | 1                                                                       | 69’                                                                     |
| 7-6-2014                                                                | Budapest                                                                | Ungheria                                                                | 3 – 0                                                                   | Kazakistan                                                              | Amichevole                                                              | 1                                                                       | cap. 81’                                                                |
| 7-9-2014                                                                | Budapest                                                                | Ungheria                                                                | 1 – 2                                                                   | Irlanda del Nord                                                        | Qual. Euro 2016                                                         | 1                                                                       | 46’                                                                     |
| 14-10-2014                                                              | Tórshavn                                                                | Fær Øer                                                                 | 0 – 1                                                                   | Ungheria                                                                | Qual. Euro 2016                                                         | -                                                                       | 84’                                                                     |
| 18-11-2014                                                              | Budapest                                                                | Ungheria                                                                | 1 – 2                                                                   | Russia                                                                  | Amichevole                                                              | -                                                                       | 46’                                                                     |
| 5-6-2015                                                                | Debrecen                                                                | Ungheria                                                                | 4 – 0                                                                   | Lituania                                                                | Amichevole                                                              | 1                                                                       | 46’                                                                     |
| 13-6-2015                                                               | Helsinki                                                                | Finlandia                                                               | 0 – 1                                                                   | Ungheria                                                                | Qual. Euro 2016                                                         | -                                                                       | 46’                                                                     |
| 4-9-2015                                                                | Budapest                                                                | Ungheria                                                                | 0 – 0                                                                   | Romania                                                                 | Qual. Euro 2016                                                         | -                                                                       | 88’                                                                     |
| 7-9-2015                                                                | Belfast                                                                 | Irlanda del Nord                                                        | 1 – 1                                                                   | Ungheria                                                                | Qual. Euro 2016                                                         | -                                                                       | 68’ 84’                                                                 |
| 8-10-2015                                                               | Budapest                                                                | Ungheria                                                                | 2 – 1                                                                   | Fær Øer                                                                 | Qual. Euro 2016                                                         | -                                                                       | 75’                                                                     |
| 12-11-2015                                                              | Oslo                                                                    | Norvegia                                                                | 0 – 1                                                                   | Ungheria                                                                | Qual. Euro 2016                                                         | -                                                                       | 90+2’                                                                   |
| 15-11-2015                                                              | Budapest                                                                | Ungheria                                                                | 2 – 1                                                                   | Norvegia                                                                | Qual. Euro 2016                                                         | 1                                                                       | 62’                                                                     |
| 26-3-2016                                                               | Budapest                                                                | Ungheria                                                                | 1 – 1                                                                   | Croazia                                                                 | Amichevole                                                              | -                                                                       | 60’                                                                     |
| 4-6-2016                                                                | Gelsenkirchen                                                           | Germania                                                                | 2 – 0                                                                   | Ungheria                                                                | Amichevole                                                              | -                                                                       | 64’                                                                     |
| 14-6-2016                                                               | Bordeaux                                                                | Austria                                                                 | 0 – 2                                                                   | Ungheria                                                                | Euro 2016 - 1º turno                                                    | -                                                                       | 69’                                                                     |
| 18-6-2016                                                               | Marsiglia                                                               | Islanda                                                                 | 1 – 1                                                                   | Ungheria                                                                | Euro 2016 - 1º turno                                                    | -                                                                       | 66’                                                                     |
| 6-9-2016                                                                | Tórshavn                                                                | Fær Øer                                                                 | 0 – 0                                                                   | Ungheria                                                                | Qual. Mondiali 2018                                                     | -                                                                       | 27’                                                                     |
| 15-11-2016                                                              | Budapest                                                                | Ungheria                                                                | 0 – 2                                                                   | Svezia                                                                  | Amichevole                                                              | -                                                                       | 58’                                                                     |
| 3-9-2017                                                                | Budapest                                                                | Ungheria                                                                | 0 – 1                                                                   | Portogallo                                                              | Qual. Mondiali 2018                                                     | -                                                                       |                                                                         |
| 9-11-2017                                                               | Lussemburgo                                                             | Lussemburgo                                                             | 2 – 1                                                                   | Ungheria                                                                | Amichevole                                                              | -                                                                       | 75’                                                                     |
| 14-11-2017                                                              | Budapest                                                                | Ungheria                                                                | 1 – 0                                                                   | Costa Rica                                                              | Amichevole                                                              | -                                                                       | 47’ 59’                                                                 |
| Totale                                                                  |                                                                         | Presenze                                                                | 63                                                                      |                                                                         | Reti                                                                    | 17                                                                      |                                                                         |

## Palmarès

### Club

#### Competizioni nazionali
- Coppa di Slovacchia: 1

Slovan Bratislava: 2016-2017

### Individuale
- Capocannoniere del campionato di Nemzeti Bajnokság II: 1

2020-2021 (21 gol)